# Territory
Territory («Територія») — офіційний сингл гурту Sepultura, котрий увійшов до альбому Chaos A.D. 1993-го року. Пісня є одним з найвідоміших творів рок-бенду і нині залишаючись серед його концертного репертуару. Трек також входить до записів виступів наживо — Under a Pale Grey Sky і Live in São Paulo.

## Історія
Композиція зазнала порівняно мало змін після свого дебюту в порівнянні з іншими синглами з альбому. Сингл, окрім стандартного формату, також був випущений у вигляді 12" вінілу, разом з треком «Policía» на іншому боці платівки.
Відео до пісні, режисера Пола Рахмана, було випущено у жовтні 1993 року. Кліп виграв Приз Міжнародного глядача за найкраще відео (Бразилія) на 1994 MTV Video Music Awards.